# Völkerball
Völkerball is een live-dvd van de Duitse Tanz-Metallband Rammstein. De dvd verscheen op 18 november 2006.

## Tracklist

### Frankrijk:Arena van Nîmes
1. Reise, Reise
2. Links 234
3. Keine Lust
4. Feuer Frei!
5. Asche zu Asche
6. Morgenstern
7. Mein Teil
8. Stein um Stein
9. Los
10. Du riechst so gut
11. Benzin
12. Du hast
13. Sehnsucht
14. Amerika
15. Rammstein
16. Sonne
17. Ich will
18. Ohne Dich
19. Stripped

### Engeland:Brixton Academy,Londen
1. Sonne
2. Rein Raus
3. Ohne Dich
4. Feuer Frei!

### Japan: Club Citta,Tokio
1. Mein Teil
2. Du hast
3. Los

### Rusland: Olympsiki,Moskou
Moskau Special

### 75 Minuten-Special Audio CD: Live In Nîmes
1. Intro
2. Reise, Reise
3. Links 234
4. Keine Lust
5. Feuer Frei!
6. Asche zu Asche
7. Morgenstern
8. Mein Teil
9. Los
10. Du riechst so gut
11. Benzin
12. Du hast
13. Sehnsucht
14. Amerika
15. Sonne
16. Ich will